# Friedrich Wilhelm Theilengerdes
Friedrich Wilhelm Theilengerdes (* 9. Oktober 1894 in Hamburg; † 26. Juli 1949 in Hameln) war ein deutscher Kriminalinspektor, Gestapobeamter und SS-Obersturmführer.

## Leben
Vor Ausbruch des Ersten Weltkriegs absolvierte Theilengerdes eine Lehre zum Zimmermann. Am Ersten Weltkrieg selbst nahm er als Soldat teil; ab 1919 setzte er seine militärische Karriere als Mitglied eines Freikorps fort. Im Mai 1920 trat er in die oldenburgische Ordnungspolizei ein, wo er bis 1927 zum Polizei-Oberwachtmeister aufstieg. 1921 heiratet er Antonia Wulf; aus der Ehe stammen zwei Töchter. 1927 wechselte er zur Kriminalpolizei, wo er schon bald zur Überwachung von kommunistischen und marxistischen Umtrieben eingesetzt wurde. Am 1. Februar 1933 wurde er (rückwirkend zum 20. Dezember 1932) Mitglied der NSDAP (Mitgliedsnummer 1.444.720). Ab März 1933 war er für den Aufbau der politischen Polizei in Oldenburg zuständig, 1936 wurde er zum Leiter der Gestapo-Stelle Oldenburg. Nachdem die Gestapo im Land Oldenburg ihren Hauptsitz ab 1937 in Wilhelmshaven nahm, fungierte Theilengerdes fortan als Leiter der Außenstelle Oldenburg. Im gleichen Jahr trat er aus der Evangelischen Kirche aus und wurde Mitglied der SS (SS-Nummer 290.968), wo er 1942 zum Obersturmführer befördert wurde. Im gleichen Jahr wurde er auch zum Kriminalinspektor ernannt. 
Nach Kriegsende wurde er von den Briten in verschiedenen Lagern und Gefängnissen interniert, unter anderem im Lager Esterwegen. 1948 erfolgte das Urteil durch das Spruchgericht Benefeld-Bomlitz, welches ihn zu 4 Jahren und 6 Monaten Haft wegen Mitgliedschaft in Gestapo und SS verurteilte. Im Mai 1949 verurteilte ihn ein britisches Militärgericht wegen Verbrechen gegen die Menschlichkeit zum Tode. Theilengerdes hatte den 22-jährigen Ukrainer Iwan Saitschuk 1944 während einer Vernehmung erschossen Das Urteil wurde am 26. Juli 1949 im Zuchthaus Hameln vollstreckt.